# Полойский сельсовет
Полойский сельсовет — сельское поселение в Краснозёрском районе Новосибирской области Российской Федерации.
Административный центр — село Полойка.

## История
Статус и границы сельского поселения установлены Законом Новосибирской области от 2 июня 2004 года № 200-ОЗ «О статусе и границах муниципальных образований Новосибирской области»

## Население
| 2002  | 2010  | 2012  | 2013  | 2014  | 2015  | 2016  |
| ----- | ----- | ----- | ----- | ----- | ----- | ----- |
| 1703  | ↘1274 | ↘1242 | ↘1198 | ↘1157 | ↘1126 | ↘1100 |
| 2017  | 2018  | 2019  | 2020  | 2021  |       |       |
| ↘1064 | ↘1039 | ↘1011 | ↘977  | ↘972  |       |       |

## Состав сельского поселения
| № | Населённый пункт | Тип населённого пункта       | Население |
| - | ---------------- | ---------------------------- | --------- |
| 1 | Луговой          | посёлок                      | ↘145      |
| 2 | Полойка          | село, административный центр | ↘1129     |

### Упразднённые населённые пункты
Садомное, посёлок, упразднён в 1979 г